# Cylindromyia auriceps
Cylindromyia auriceps là một loài ruồi trong họ Tachinidae.